# Liste der Monuments historiques in Millam
Die Liste der Monuments historiques in Millam führt die Monuments historiques in der französischen Gemeinde Millam auf.

## Liste der Bauwerke
| Bezeichnung                 | Beschreibung | Standort | Kennzeichnung | Schutzstatus | Datum | Bild |
| --------------------------- | ------------ | -------- | ------------- | ------------ | ----- | ---- |
| Kirche St-Omer und Friedhof |              | (Lage)   | PA00107754    | Inscrit      | 1951  |      |